# مكي سيد أحمد
مكي سيد أحمد (21 يوليو 1935-02 أبريل 2011)، أستاذ جامعي، موسيقار وكاتب صحفي سوداني.

## نشأته
ولد محمد المكي سيدأحمد السيد إسماعيل بمدينة شندي في 21-07-1935م في حوش جده السيد إسماعيل السيد المحجوب الشيخ إسماعيل الولي ، حيث كان يعمل قاضياً شرعياً. والدته هي بنت المنى علي حمد جبرالله المسلميه المحسيه من أهالى امدرمان - فريق حلة حمد بأمدرمان. ووالده هو سيدأحمد إسماعيل سليل الدوحة الاسماعيليه الصوفية المعروفة، وقد نشأ سيداحمد في امدرمان وسط اخواله الجموعية آل الشقليني والفتيحاب. الا ان سيداحمد وزوجته اثرا الانتقال لمدينه عطبرة خلال الثلاثينات مع زيادة حركة الموظفين بها حيث كان سيدأحمد ترزى افرنجي معروف في العاصمة. وهناك طاب لهما المقام فاشتريا منزلا في حي الفكي مدني وربيا ابنائهم وعاشا جل حياتهما معا حتى وافاهم الاجل فيها. 

درس مكي سيداحمد كل المراحل التعليمية الأولى في عطبره بدءا من خلوه الفكي مدني حيث منزلهم وحتي الثانوية العليا. ثم التحق بالسكة حديد محاسبا لفترة حتى اتيحت له فرصه الابتعاث لدراسه الموسيقى ببلغاريا.
كما برز من هذه الاسره أيضا شقيقان له: د. حسن سيداحمد أستاذ القانون الدولي واحد مؤسسي كليه القانون بالجامعة الإسلامية، والعميد إبراهيم سيداحمد شاعر الجند والوطن ومؤسس لرابطة اصدقاء نهر عطبرة الأدبية.

## فترة عطبرة
خلال وجوده في عطبره أسهم مكي سيداحمد في الحركة الثقافية بصوره كبيرة فقد كان أحد أمهر عازفي الأكورديون والكمان في مدينة الحديد والنار التي كانت عاصمة الثقافة والابداع للإقليم الشمالي ككل.
وقد شاءت الأقدار أن يلتقي بالهرم الفني حسن خليفة العطبراوي وعددا من العازفين المميزين في أولى خطواته هناك، وفي تلك الفترة قام بتأليف مقطوعته الموسيقية الآولى مامبو نهر عطبرة. كما امتدت اسهاماته للمشاركة في إنشاء نقابة الفنانين بعطبره حيث كان سكرتيرها. وانشاء فرق موسيقيه في نادي السكة حديد وتعليم الهواة اصول دراسه الموسيقى.
كما اشتهر حينها بانه من ناشطي الشباب في الجبهة المعاديه للاستعمار في عطبره وهي تنظيم يساري كان مناهضا للوجود الاستعماري ويطالب بخروج الإنجليز غير المشروط من السودان. هذا ولم ينشغل مكي سيداحمد بعدها بالانتماء الحزبي المباشر وان حافظ على الانحياز الكامل لقضايا الوعي في التحول الديمقراطي والسلام في السودان.

## ثورة أكتوبر وتأسيس معهد الموسيقى
انتقل مكي سيداحمد للخرطوم بصوره دائمه خلال ثورة أكتوبر عام 1964 حيث وضع لحن المتاريس الذي تغني به الفنان محمد الامين احتفاءً بليلة المتاريس الشهيرة في أيام الثورة. والتحق هنالك بالاذاعه القومية وتم ضمه للجنة اجازه الاصوات التي كان رئيسها الموسيقار برعي محمد دفع الله ونائب رئيسها مكي سيداحمد. 
كما أعطاه الإنتقال فرصه أكبر للتفاعل مع الموسيقيين والفنانين خصوصا عندما مكث فترة في منزل قريبه الفنان الكبير عبيد الطيب بحي الزهور الخرطوم فجمعتهم ورش فنية ممتدة مع الفنان عثمان حسين وآخرين.
إستمر مكي سيد أحمد في عمله ساعياً مع زملاءه لإنشاء معهد أكاديمي متخصص لتعليم الموسيقى في البلاد، حتى كللت مساعيهم بموافقة السيد عبدالماجد ابوحسبو وزير الثقافة على إنشاء المعهد في 1969، كما وجدوا الدعم من الزعيم إسماعيل الأزهري رئيس الجمهورية الذي اهدى المعهد أول آلة بيانو. هذا وقد تقلد الموسيقار البروفسور الماحي إسماعيل منصب أول عميد للمعهد حيث كان قد عاد للتو من دراسته للموسيقى في إنجلترا. بينما تم ابتعاث مكي سيداحمد وبروفسور الفاتح الطاهر للدراسه الجامعية في بلغاريا وروسيا، بالتوالي.
وقد تخرجت على يدي د.مكي الدفعة الأولى في المعهد العالي للموسيقى والمسرح عام 1974 التي ضمت:الأساتذة علي ميرغني، و محمد سيف، الماحي سليمان وأنس العاقب ومن جانب المسرح، تخرج محمد شريف علي وأنور محمد عثمان ثم استمر عطاءه في تدريس دفعات أخرى امتدت حتى عام 1989. كما شغل منصب عميد المعهد العالي للموسيقى والمسرح في فترات مختلفة. تحول المعهد لاحقا لكليه الموسيقى والدراما وضم إلى جامعة السودان للعلوم والتكنولوجيا.

## دراساته العليا في الموسيقى
درس مكي سيداحمد بكونسرفتوار الدولة البلغاريه - حاليا الاكاديميه الوطنية للموسيقى - وهو واحد من أرفع المؤسسات الأكاديمية في تعليم الموسيقى في أوروبا حينها. وبعد ان اكمل دراسته الجامعية، ونظرا لتميزه، فقد منحه الكونسرفتوار فرصة لمواصلة دراساته العليا امتدت به حتى عام 1979 حيث تحصل على درجه الدكتوراه كأول سوداني ينال شهاده الدكتوراه في علوم الموسيقى.

## مؤلفاته في الموسيقى ومساهماته
للدكتور مكي سيداحمد عدد -غير محصور بعد- من الاوراق البحثية نشرت أو قدمها في ورش وندوات ومؤتمرات داخل السودان وخارجه، كما له أربع كتب رأت النور وهي:
1. كتاب موضوعان وهو يتناول جزء من رسالته للدكتوراه والتي اجراها في دراسات خصائص اللحن النوبي في منطقه السكوت والمحس
2. كتاب ضبط الخماسي: دراسه علميه في الكم والنوع. وهو كتاب غير مسبوق في تحديد وتدوين السلالم الموسيقية السودانية وقد أطلق على هذه السلالم أسماء مبدعين كبار عرفانا لهم مثل : إبراهيم الكاشف - خليل فرح - عبدالرحمن الريح - وردي-برعي محمد دفع الله- شرحبيل أحمد -عثمان حسين-الكابلي-محمد الأمين.[6][7][8]
3. كتاب تجويد النغم: برنامج للتمرين اليومي على السلالم الموسيقية. وهو كتاب مفيد لتدريب الاجيال الجديدة على الاداء الرفيع.
4. كتاب هارموني وهو كتاب متخصص قام بترجمته من اللغة البلغاريه لمؤلفه الموسيقار البلغاري العظيم بار اشكيف خار جييف.

كما للدكتور مكي سيداحمد مقطوعات موسيقيه معروفه في الوسط الثقافي، اهمها:
- مقطوعه مامبو نهر عطبره، التي اتخذتها اذاعة عطبرة كشعار لها.
- مقطوعة فالس نهر عطبرة
- مقطوعه دراما سودانية
- مقطوعة اذكري
- مقطوعه النهر الصناعي العظيم
- كانون العبور

## التفكير الموسيقى الجديد
تعتبر هذه واحده من أهم اسهامات الدكتور مكي سيداحمد الثقافية. حيث كان أول من تحدث عن مأزق الأغنية السودانية والوضع الموسيقى الحالي بالبلاد. ويعتقد الدكتور مكي سيد أحمد أن العمر الافتراضي للموسيقى على تلك النظم قد انتهى منذ أكثر من عقدين من الزمان، وتوقفت عام 1986 في آخر عمل قدمه الفنان محمد وردي .وهو «عرس السودان» من كلمات محمد الفيتوري .وقد سماها مكي سيداحمد بمحطه التلحين وهي التفكير التراكمي الموسيقي : غناء كان أم مديحا، فهو نهج تلحين للأغاني يقوم على الموهبة أكثر من الدراسة. وللخروج من هذا المأزق دعا مكي سيداحمد لتفكير موسيقى جديد يقوم على التأليف الموسيقي التفاعلي والصعود به إلى آفاق أرحب 
شكل مكي سيداحمد حينها جماعه جديده ادت بعض العروض سميت: جماعه التفكير الموسيقى الجديد وضمت عدد من طلابه وزملاءه الا انها لم تستمر بعد وفاته.

## كتاباته الساخرة في الصحف
يعتبر مكي سيداحمد من أشهر الكتاب الساخرين حول الشأن السوداني والهم العام، وتميزت كتاباته باختصار لاذع ولعل هذه لعب فيها دور نشأته العطبراويه وموقفه المعروف كمثقف منحاز لقضايا الديمقراطية والسلام في السودان. وقد اشتهرت له عدد من الأعمدة الثابتة في فترات مختلفه بالصحف السودانية منها:
1. سنابل وقنابل في جريده السياسة السودانية لصاحبها خالد فرح.[10]
2. حبتان يومياً في جريده الوطن لصاحبها سيدأحمد خليفه[11]
3. حقنتان اسبوعيا في جريده اجراس الحرية

## أخرى
أمضى د.مكي سيداحمد فترة خمس اعوام استاذا بجامعة الفاتح-طرابلس لاحقا- بليبيا في اوائل التسعينات عندما اغلقت الحكومة السودانية معهد الموسيقى بعد انقلاب يونيو 1989. حيث تقلد فيها منصب رئيس قسم الموسيقى بكلية الفنون والاعلام.
وبعد عودته للسودان، ساهم د.مكي سيداحمد وللمرة الثانية في إنشاء ثاني كليه موسيقى في السودان وكانت هذه هي كليه الفنون والموسيقى في جامعة جوبا وذلك بمعاونه زملائه البروفسورات محمد الأمين علي وعبد الرحيم الخبير وعدد من شباب خريجي معهد الموسيقى والمسرح. بل كانت هذ الكلية الوحيدة التي انتقلت للعمل من جوبا خلال فتره الانتقاليه قبل انفصال جنوب السودان وقد امضى في جوبا سنتين.

استمر مكي سيداحمد رئيسا للجنة اجازة الالحان والاصوات الجديدة بالمجلس القومي للمصنفات الأدبية والفنية حتى مرضه ووفاته، كما ظل يدعو لقيام مجلس قومي للتخطيط الثقافي في البلاد.

## اسرته ووفاته
ارتبط د.مكي سيداحمد سابقا بالدرامية المرحومة حياة حسين، بيد ان الزواج لم يستمر، ولهما بنت. 
ثم تزوج من التربويه أسماء النور وهي من اسرة ال اسحق الخوجلابية حيث اثمر زواجهم والذي امتد لاكثر من ثلاثين عاما حتى توفى عن أربعة أبناء.
توفي د. مكي سيداحمد في 02-04-2011 بعد صراع مع المرض في منزله بحي الطائف وقد ورى الثرى في مقابر بري المحس.